# Блессінг (Техас)
Блессінг (англ. Blessing) — переписна місцевість (CDP) в США, в окрузі Матагорда штату Техас. Населення — 856 осіб (2020).

## Географія
Блессінг розташований за координатами 28°52′29″ пн. ш. 96°13′0″ зх. д. / 28.87472° пн. ш. 96.21667° зх. д. (28.874780, -96.216796).  За даними Бюро перепису населення США в 2010 році переписна місцевість мала площу 5,28 км², з яких 5,26 км² — суходіл та 0,02 км² — водойми.

## Демографія
Згідно з переписом 2010 року, у переписній місцевості мешкало 927 осіб у 321 домогосподарстві у складі 228 родин. Густота населення становила 176 осіб/км².  Було 376 помешкань (71/км²).
Расовий склад населення:
| - 78,3 % — білих - 2,8 % — чорних або афроамериканців - 0,8 % — корінних американців - 16,5 % — осіб інших рас |

До двох чи більше рас належало 1,6 %. Частка іспаномовних становила 56,1 % від усіх жителів.
За віковим діапазоном населення розподілялося таким чином: 31,3 % — особи молодші 18 років, 55,8 % — особи у віці 18—64 років, 12,9 % — особи у віці 65 років та старші. Медіана віку мешканця становила 30,5 року. На 100 осіб жіночої статі у переписній місцевості припадало 115,1 чоловіків;  на 100 жінок у віці від 18 років та старших — 106,8 чоловіків також старших 18 років.
Середній дохід на одне домашнє господарство  становив 28 103 долари США (медіана — 21 360), а середній дохід на одну сім'ю — 35 520 доларів (медіана — 23 958). За межею бідності перебувало 39,7 % осіб, у тому числі 46,0 % дітей у віці до 18 років та 0,0 % осіб у віці 65 років та старших.
Цивільне працевлаштоване населення становило 307 осіб. Основні галузі зайнятості: сільське господарство, лісництво, риболовля — 35,5 %, будівництво — 18,9 %, транспорт — 14,0 %, роздрібна торгівля — 11,4 %.